# Alchemilla conglobata
Alchemilla conglobata é uma espécie de rosácea do gênero Alchemilla, pertencente à família Rosaceae.